# Arachniodes subamabilis
Arachniodes subamabilis là một loài dương xỉ trong họ Dryopteridaceae. Loài này được Sa. Kurata mô tả khoa học đầu tiên.